# Bernd Erbel
Bernd Erbel (* 11. Dezember 1947 in Simmern/Hunsrück) ist ein deutscher Diplomat im Ruhestand. Er war Botschafter der Bundesrepublik Deutschland im Irak von 2004 bis 2006, anschließend von 2006 bis 2009 Botschafter der Bundesrepublik Deutschland im Ägypten sowie von 2009 bis 2013 Botschafter der Bundesrepublik Deutschland im Iran.

## Berufliche Laufbahn
Bernd Erbel besuchte in Karlsruhe das Gymnasium und machte das Abitur. Anschließend studierte er in München Rechtswissenschaften und Orientalistik. Bereits im Alter von 16 Jahren bereiste er die arabischen Länder. Zunächst ging er nach Ägypten und lernte die arabische Sprache. Er absolvierte sein juristisches Staatsexamen und trat am 1. April 1975 in den Auswärtigen Dienst ein.
Ab 1977 war Erbel als Referent an der Botschaft in der libanesischen Hauptstadt Beirut tätig. Zu dieser Zeit herrschte in dem Land Bürgerkrieg. Später arbeitete er als ständiger Vertreter an den Botschaften in Sanaa, Riad sowie von 1995 bis 1999 in Kairo. Zwischenzeitlich war er in der Bundesstadt Bonn Referent im Mittelmeer-Referat des Auswärtigen Amtes. Im Jahr 1999 übernahm er die Führung des Organisationsreferates im Auswärtigen Amt sowie Oktober 2001 die Leitung des Arbeitsstabs Informationstechnik. In dieser Funktion leitete er das Projekt der Vollvernetzung aller deutscher Auslandsvertretungen.
Von Juli 2004 bis August 2006 war Bernd Erbel als Botschafter im Irak tätig. Während des Irakkrieges im Jahr 2003 wurde er für tiefgründige Analysen der Situation vor Ort nach Kuwait geschickt. Als Vermittler und Diplomat war er an der Freilassung von Susanne Osthoff sowie von René Bräunlich und Thomas Nitzschke maßgeblich beteiligt.
Im August 2006 übernahm er in der Nachfolge von Martin Kobler, der Botschafter in Bagdad wurde, den Botschafterposten in Kairo bis zum Sommer 2009. Während seiner Tätigkeit in Ägypten erreichte Erbel, dass die völkerverbindende Ausstellung der United Buddy Bears, bevor diese nach Jerusalem weiterreiste, am Ufer des Nils auf der Insel Gezira, für 6 Wochen Station machen konnte. Die offizielle Eröffnung wurde durch Ägyptens First Lady, Suzanne Mubarak, dem Governor von Kairo, Abdel Azim Wazir, sowie Erbel vorgenommen.
Ab Oktober 2009 war Erbel der deutsche Botschafter in Teheran (Iran), im Juli 2013 übernahm Michael Freiherr von Ungern-Sternberg den Posten.

## Aktivitäten
Seit seiner Pensionierung 2013 ist Erbel im Rahmen der internationalen Diplomatenausbildung des Auswärtigen Amtes Programmdirektor für die Länder des Nahen und Mittleren Ostens, außerdem seit 2014 Rechtsanwalt in beratender Funktion bei der Anwaltssozietät Gauweiler und Bub.
Im August 2019 wurde bekannt, dass Erbel nicht wie geplant die Leitung der Iran-Zahlungsgesellschaft Instex übernehmen wird. Als Grund gab Erbel für seinen Nichtantritt „persönliche Gründe“ an. Laut Medienberichten hatte Erbel zuvor zwei Interviews mit Ken Jebsen auf KenFM geführt und soll dabei israelkritische Positionen vertreten haben. Er sagte unter anderem, dass Israel „mehr denn je ein Fremdkörper in der Region“ sei.

## Mitgliedschaften und Funktionen
- Mitglied in der Deutschen Gesellschaft für Auswärtige Politik (DGAP),
- in der Deutsch-Arabischen Gesellschaft DAG (Kuratoriumsmitglied),
- in der humanitären Organisation EUIRANC e.V. (Beiratsmitglied) und
- im Nah- und Mittelostverein e. V. (NUMOV) (Beiratsmitglied).[7]

## Privates
Bei seiner Tätigkeit im Libanon lernte Erbel seine heutige Ehefrau May kennen, mit der er zwei Söhne und eine Tochter hat. Neben Deutsch spricht er Englisch, Französisch, Arabisch und Persisch.

## Audiobeiträge
- Passion Orient, Katrin Heise im Gespräch mit Bernd Erbel, rbb Kulturradio, 2019